# Prakash
Pour les articles homonymes, voir Prakash (homonymie).
Prakash ou Parkash ou encore Parkash karna, (gurmukhi: ਪਰਕਾਸ਼), est un mot utilisé dans le sikhisme pour désigner la cérémonie matinale de mise en place du Livre saint, le Guru Granth Sahib dans le temple sikh le gurdwara. Le mot Prakash vient du penjabi et se traduit par: éveil, illumination. Les Écritures sont déposées sur un autel dénommé palki; elles sont transportées en récitant une des plus célèbres prières sikhes: l'Ardas. Le Guru Granth Sahib est surélevé pour symboliser son importance divine par rapport à l'ego humain.